# Nazim Ajiyev
Nazim Ajiyev (in russo Назим Дадаевич Аджиев?; 7 luglio 1967) è un ex calciatore kirghiso, di ruolo centrocampista.

## Statistiche

### Cronologia presenze e reti in nazionale
| Cronologia completa delle presenze e delle reti in nazionale ― Kirghizistan | Cronologia completa delle presenze e delle reti in nazionale ― Kirghizistan | Cronologia completa delle presenze e delle reti in nazionale ― Kirghizistan | Cronologia completa delle presenze e delle reti in nazionale ― Kirghizistan | Cronologia completa delle presenze e delle reti in nazionale ― Kirghizistan | Cronologia completa delle presenze e delle reti in nazionale ― Kirghizistan | Cronologia completa delle presenze e delle reti in nazionale ― Kirghizistan | Cronologia completa delle presenze e delle reti in nazionale ― Kirghizistan |
| Data                                                                        | Città                                                                       | In casa                                                                     | Risultato                                                                   | Ospiti                                                                      | Competizione                                                                | Reti                                                                        | Note                                                                        |
| --------------------------------------------------------------------------- | --------------------------------------------------------------------------- | --------------------------------------------------------------------------- | --------------------------------------------------------------------------- | --------------------------------------------------------------------------- | --------------------------------------------------------------------------- | --------------------------------------------------------------------------- | --------------------------------------------------------------------------- |
| 16-3-2003                                                                   | Kathmandu                                                                   | Kirghizistan                                                                | 1 – 2                                                                       | Afghanistan                                                                 | Qual. Coppa d'Asia 2004                                                     | -                                                                           | 80’                                                                         |
| 20-3-2003                                                                   | Kathmandu                                                                   | Nepal                                                                       | 0 – 2                                                                       | Kirghizistan                                                                | Qual. Coppa d'Asia 2004                                                     | -                                                                           | 80’                                                                         |
| Totale                                                                      |                                                                             | Presenze                                                                    | 2                                                                           |                                                                             | Reti                                                                        | 0                                                                           |                                                                             |